# Klotar II.
Klotar II. Posmrtni (584. – 629.) bio je kralj Franaka 613. – 629.
Njegov otac, regionalni franački kralj Hilperik I., umire 584. godine, to jest prije njegova rođenja. Vladao je "kraljevstvom" Neustrijom do konačne pobjede nad svi svojim rođacima 613. godine. Trebalo je sveukupno proći više od pedeset godina da bi napokon Klotar I., posljednji kralj ujedinjene Franačke države, dobio nasljednika. Za kasniju francusku povijest on je zaslužan kao autor prvih prava kojima se reguliraju odnosi među podanicima kraljevstva.
Na kraljevskom prijestolju ga je naslijedio sin Dagobert I.

## Supruge
- Haldetruda
- Bertruda
- Sihilda

## Poveznice
- Popis franačkih kraljeva